# SN 1996M
SN 1996M – supernowa typu II odkryta 19 marca 1996 roku w galaktyce A125117-1301. W momencie odkrycia miała maksymalną jasność 18,00m.